# FE 엔터테인먼트
에프이 엔터테인먼트(FE Ent, 영어: FE Entertainment)는 가수 김현철이 설립한 대한민국의 연예 기획사이다.

## 연혁
- 2003년 8월 13일 후너스크리에이티브(주) 설립
- 2014년 10월 법인명 변경(후너스크리에이티브(주) → 에프이 엔터테인먼트(주))

## 실적
Fe엔터테인먼트의 전체지분 중 16.95%를 엔터테인먼트 대기업인 카카오M이 보유하고 있다.

## 특징
사실 기존의 회사명이던 후너스 크리에이티브는 김현철의 장인이 소유한 후너스홀딩스 및 코스닥 상장회사인 후너스와 연관이 있는 사명이기도 했다. 참고로 후너스는 화공제조업체로 1995년경 코스닥시장에 상장했으며 이후 후너스를 분할해서 후너스홀딩스라는 지주회사를 신설했고 2009년 경 상장사인 후너스를 매각했다. 이때 수백억원의 매각대금을 얻고 2014년경 후너스 엔터테인먼트라는 회사를 설립했다. 현재는 드라마 및 콘텐츠 제작이 주사업이며 2016년 방영중인 K팝 스타 시즌6에는 소속사 연습생이 출연하는 등 엔터사업 영역을 확장중이다.
이 때문에 기존의 김현철이 설립한 '후너스 크리에이티브'는 혼동을 피하기 위해서 그 무렵 회사명을 Fe 엔터테인먼트로 변경한 것으로 보인다. 사실 Fe 엔터테인먼트도 설립당시에 장인과 함께 설립한 회사라고 '라디오스타'에서 밝힌 바 있다.

## 소속 연예인

### 현재

#### 배우
- 맹상열
- 서인석
- 신수연
- 이기열
- 이아진
- 이예량
- 진수아
- 지수원

#### 가수
- 김현철
- 라디
- 일레인
- 차우
- 다방
- 더네오비

### 과거

#### 배우
- 박신아